# کلاه مهمانی

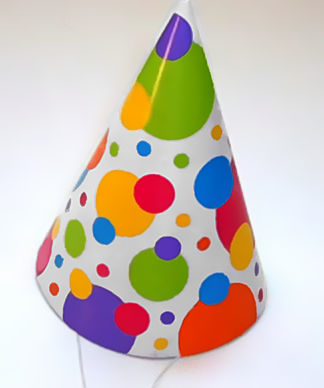
یک کلاه جشن تولد

کلاه مهمانی یک کلاه عموماً مخروطی نمایشی و تزئینی که عمدتاً از جنس مقوا است و در مهمانی‌هایی مانند جشن تولد و نظایر آن استفاده می‌شود. در بخش خارجیِ کلاه مهمانی معمولاً شکل‌هایی چاپ شده است.